# Ksplice
Ksplice es una extensión libre del núcleo Linux que permite al administrador de un sistema aplicar un parche en caliente, sin tener que reiniciarlo. Ksplice funciona sobre las arquitecturas x86 y x86-64. Lo desarrolla la empresa Ksplice, Inc bajo la licencia GPL.